# Бобры (группа)
«Бобры́» — российская музыкальная группа. Образована 23 февраля 2000 года.

## О группе
23 февраля 2000 года группа московских студентов впервые выступила на концерте в рамках праздника, посвященного Дню защитника отечества, взяв название «Бобры». Далее музыканты стали завсегдатаями мероприятий, проводимых кафедрой культурно-досуговой деятельности в ДК МГУКИ. Летом 2000 года группа активно принимает участие в праздниках районных масштабов и парках г. Москвы. С осени того же года группа начинает свою клубно-концертную деятельность.
Первые выездные выступления «Бобров» состоялись в городе Саров весной 2001 года. Спустя пару месяцев группа отправилась в Мирный  на фестиваль «Мирный поет о мире». Летом 2001 года усиленно репетируя в общежитии МГУКИ, группа готовит к выходу свой первый демо-альбом. Он был записан на репетиционной базе И. Саруханова и издан самиздатом. Коллектив становится участником многих фестивалей, его песни начинают появляться в ротации радиостанций, музыканты — на телевидении.
В 2004 году группа записывает свой первый номерной альбом «Музыку давай». В конце 2004 года презентация альбома, изданного компанией «Мистерия звука», проходит в столичном клубе «Б2». При содействии Михаила Козырева группа появилась в эфире радиостанции «Наше радио», что повлекло за собой интерес к альбому и участие в фестивалях «Нашествие», «Эммаус», «Крылья», участие в телевизионных новогодних огоньках в совместных номерах с Николаем Фоменко и Сергеем Семчевым.
С осени 2006 года музыканты группы начинают сотрудничать с комическим театром «Квартет И», в тандеме с Дмитрием Певцовым становясь участниками легендарного спектакля театра «День Радио», в экранизации которого в 2008 году снялись в компании с Николаем Фоменко. В это же время группа стала активно сотрудничать с компанией «Амедиа», снявшись в период с 2006 по 2007 год в сериале «Всё смешалось в доме» и создав всю музыкальную составляющую данного сериала. С этого периода музыка группы зазвучала в сериалах и полнометражном кино.
Осенью 2008 года «Бобры» приняли участие в праздновании 15-летия Комического театра «Квартет И», где участвовали в совместных номерах с Александром Демидовым, Гошей Куценко, Ростиславом Хаитом, Григорием Сиятвиндой и Тото Кутуньо. С 2009 по 2012 год «Бобры» участвуют в студийной и концертной деятельности проекта «Александр Демидов и…» участника комического театра «Квартет И». В ноябре 2009 года группа вместе с Николаем Фоменко принимала участие в записи песни «Проводница» для трибьют-альбома группы «Машина времени», приуроченного к 40-летию группы.

## Состав
- Владимир Колпаков — вокал, гитара, баян, губная гармоника
- Сергей Новиков — вокал, скрипка, клавишные
- Максим Фирсов — бас-гитара
- Александр Захаров— барабаны
- Евгений Сухотин — соло-гитара
- Алёна Новикова — директор группы

## «БоБРы» и «Квартет И»
Группа давно и плодотворно сотрудничает с комическим театром «Квартет И». Результат этого сотрудничества — спектакли «День радио», «…В Бореньке чего-то нет», «Один день из смерти Вадика Беляева». Также группа принимала участие в съёмках фильма «День радио».
- 2007 — День радио (спектакль)
- 2008 — День радио (фильм)
- 2016 — «…В Бореньке чего-то нет»
- 2020 — «Один день из смерти Вадика Беляева»[1]

## Дискография
- 2002 — Компот (EP)
- 2003 — ПримЪерка
- 2005 — Музыку давай! (RS Russia [2])
- 2006 — Другие[3][4]
- 2007 — Stereotest (EP)[5]
- 2008 — Stereotest
- 2013 — Pop and Rock
- 2018 — Душа (EP)